# Бург (Шпревальд)
Бург или Бо́рковы (нем. Burg; н.-луж. Bórkowy) — коммуна в Германии, курорт, расположен в земле Бранденбург.
Входит в состав района Шпре-Найсе. Подчиняется управлению Бург (Шпревальд). Занимает площадь 35,16 км².

## Населённые пункты
- Бург-Колони (Призарьске-Борковы)
- Бург-Каупер (Купарьске-Борковы)
- Мюшен (Мышин) с деревней Павликойц-Млын

## Население
Население составляет 4391 человек (на 31 декабря 2010 года).
Входит в состав культурно-территориальной автономии «Лужицкая поселенческая область», на территории которой действуют законодательные акты земель Саксонии и Бранденбурга, содействующие сохранению лужицких языков и культуры лужичан. Официальным языком в населённом пункте, помимо немецкого, является лужицкий.
| Год  | Население |
| ---- | --------- |
| 2005 | 4555      |
| 2010 | 4459      |

## Известные жители и уроженцы
- Мина Виткойц (1893—1975) — нижнелужицкая писательница и поэт.
- Гюнтер Голлаш — руководитель оркестра Берлинского радио.